# Weiler ob Helfenstein
Weiler ob Helfenstein ist eine ehemals eigenständige Gemeinde und heutiger Stadtbezirk der Großen Kreisstadt Geislingen an der Steige im Osten Baden-Württembergs mit etwa 640 Einwohnern (Stand 2021) und liegt unmittelbar am Albtrauf der Schwäbischen Alb oberhalb des Filstals. Bekannt ist der Ort vor allem für die Burg Helfenstein, von welcher auch der Name des Ortes abstammt.

## Geschichte

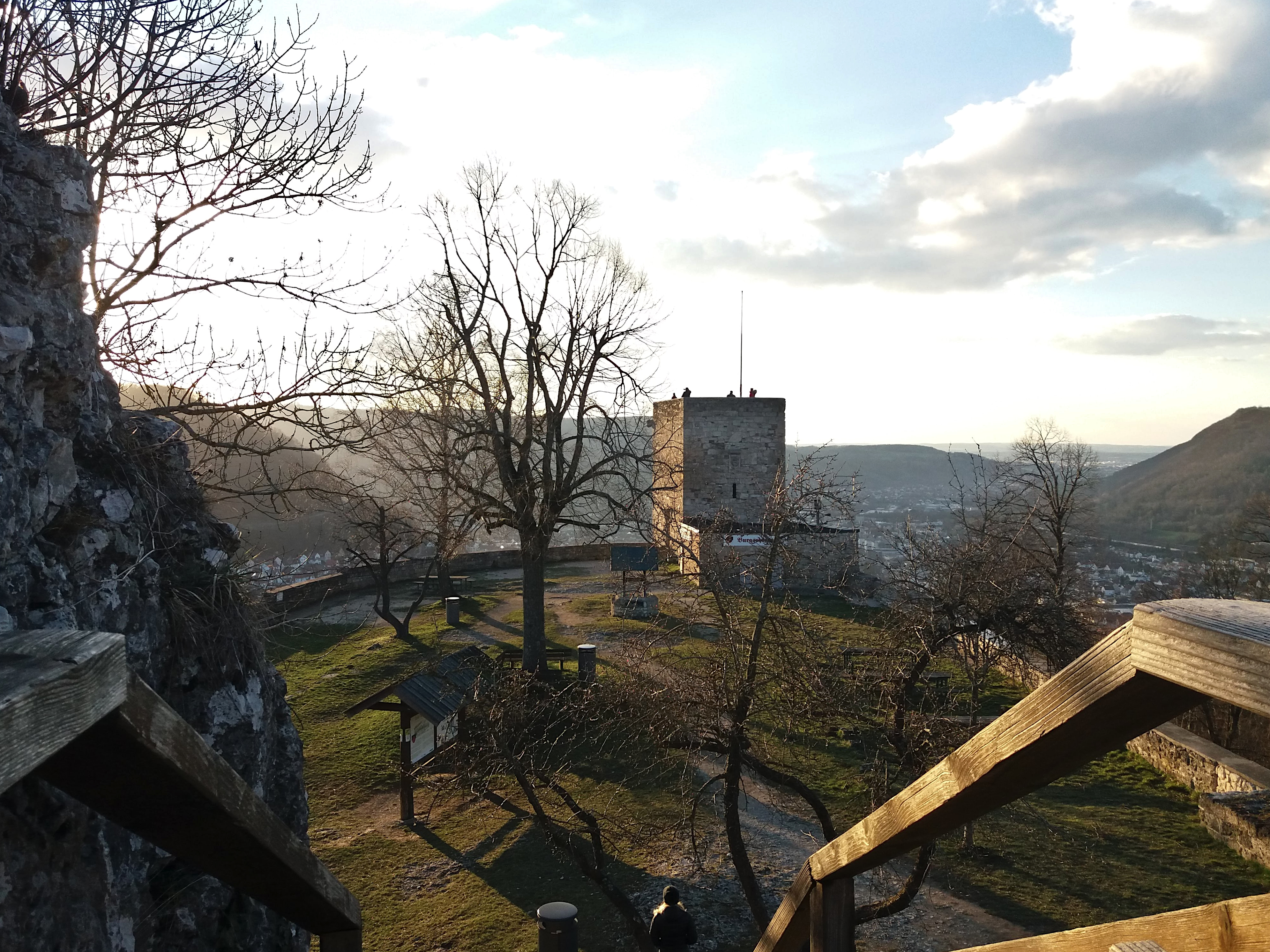
Blick auf die Burg Helfenstein

Bereits vor etwa 2000 Jahren siedelten erstmals zeitweise Römer auf dem heutigen Gebiet des Ortes, was vermutlich auf die naheliegende Römerstraße, die gleich wie die heutige K7313 auf der Kreisgrenze zwischen dem Landkreis Göppingen und dem Alb-Donau-Kreis verlief, und mehreren Villa rustica in der näheren Umgebung zurückzuführen ist. Rund 1000 Jahre später entstand auf demselben Gebiet dann eine Ausbausiedlung, aus der sich der heutige Ort entwickelte. Als Erbauer gelten die Herren von Stubersheim, die später auch die Burg Helfenstein erbauten. Aufgrund dieser entwickelte sich Weiler weiter zu einer Burgsiedlung, die im Jahr 1355 erstmals schriftlich erwähnt wurde. Im 14. Jahrhundert entstanden erste Vorgängerbauten der heutigen, im 16. Jahrhundert errichteten, Margarethenkirche. Im Jahr 1403 ging die Gemeinde nach dem Tod der Herzogin Maria von Bosnien an die Reichsstadt Ulm über, ehe 1810 dann der Übergang zum Königreich Württemberg erfolgte.
Im Jahre 1966 erfolgte die Eingemeindung in die Stadt Geislingen an der Steige, zuvor war Weiler ob Helfenstein eine eigenständige Gemeinde im Landkreis Göppingen.

## Geographische Lage
Unmittelbar an den Rändern der Stadt Geislingen an der Steige befindet sich der sogenannte Albtrauf, die steil abfallende Kante der Schwäbischen Alb. Direkt an dieser Kante befindet sich östlich von Geislingen der Teilort Weiler ob Helfenstein auf einer Höhe von etwa 650 m ü. NHN und somit etwa 200 Höhenmeter über dem westlich gelegenen Tal. Umgeben ist Weiler ob Helfenstein vom südlich gelegenen Hofstett am Steig, ebenfalls einem Teilort der Stadt Geislingen an der Steige, nördlich grenzt das Eybtal bei Geislingen die Gemarkung des Ortes ab. In östlicher Richtung grenzt der Ort an den Alb-Donau-Kreis an, dessen Grenze unmittelbar auf einer ehemaligen Römerstraße verläuft.

## Sehenswürdigkeiten

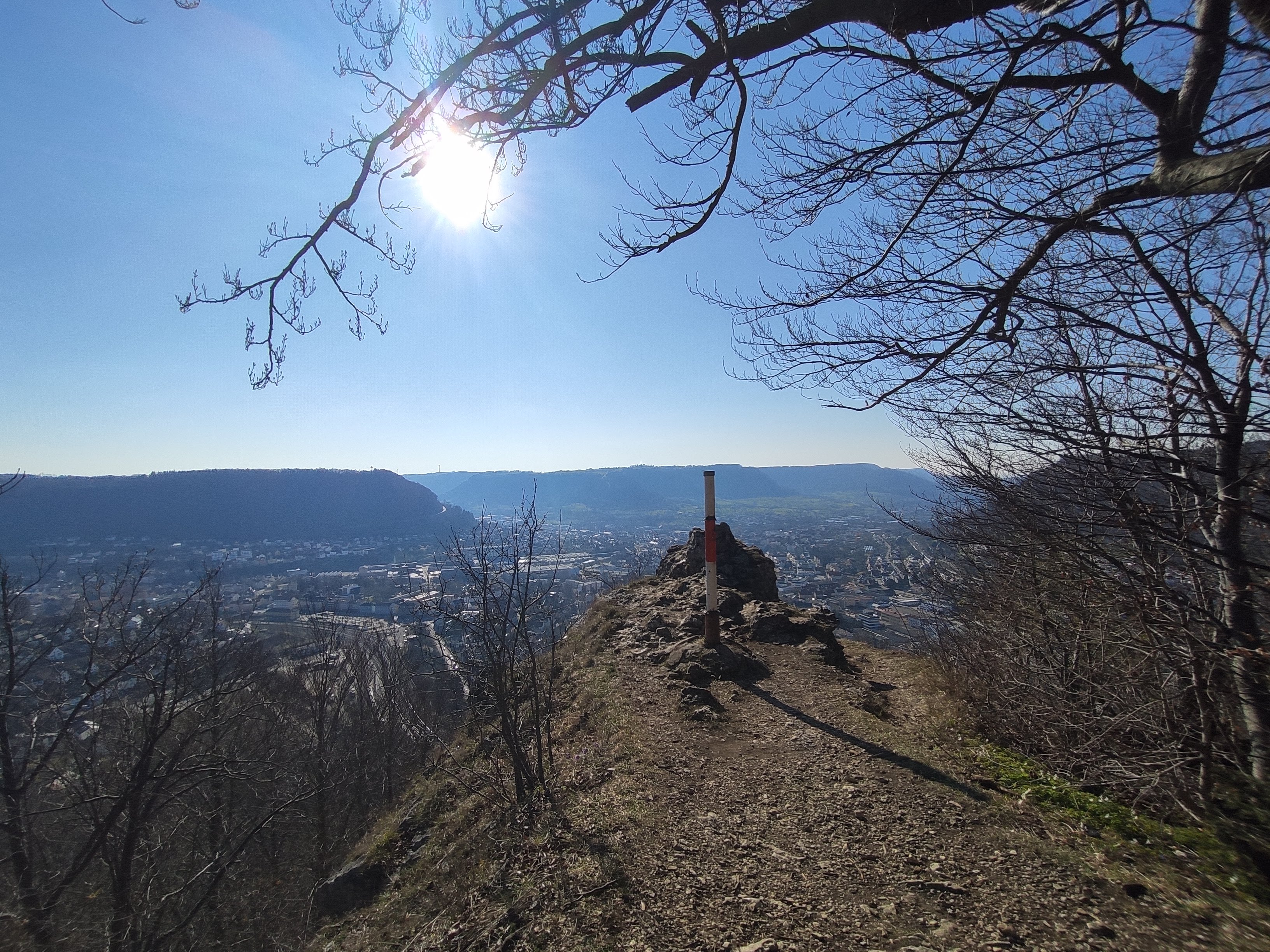
Der Bismarckfelsen nordwestlich von Weiler mit Blick auf Geislingen an der Steige.

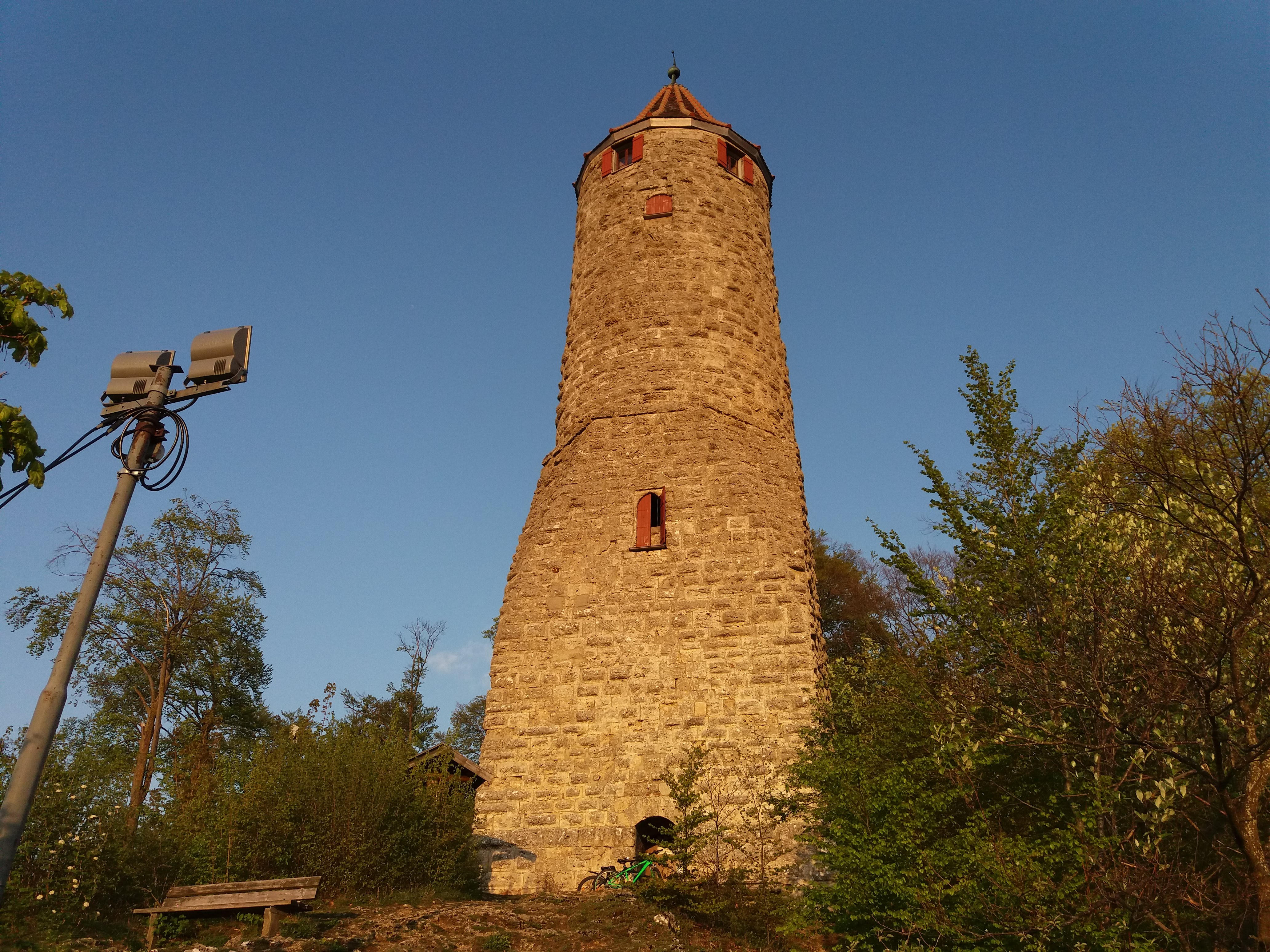
Der Ödenturm

Bekannt ist der Ort vor allem für die Burg Helfenstein, die Anfang des 20. Jahrhunderts basierend auf dem Grundriss der ehemaligen Burg als Sehenswürdigkeit wieder errichtet wurde und täglich viele Besucher anzieht. Von der Burg aus hat man einen guten Ausblick über die Stadt Geislingen an der Steige und die angrenzenden Täler. Einen guten Ausblick hat man auch vom Ödenturm, der einst als Teil der Burg Helfenstein diente und heute noch vollständig erhalten ist. Ebenfalls bietet die nähere Umgebung viele Wandermöglichkeiten, wie beispielsweise die Löwenpfade oder den Bismarckfelsen, einen nordwestlich des Ortes gelegenen Aussichtsfelsen. Außerdem können bei klarem Wetter und niedriger Luftfeuchtigkeit vom südlichen Ortsrand aus die Alpen beobachtet werden.

## Verkehrsanbindung und Infrastruktur
Weiler ob Helfenstein ist durch die Buslinie 957 des Verkehrs- und Tarifverbund Stuttgart von/nach Schalkstetten von/nach Geislingen an der Steige an den öffentlichen Nahverkehr angebunden, die die vier Haltestellen Weiler Helfenstein, Weiler Unterdorf, Weiler Oberdorf und Weiler Lindenhof anfährt. Weiler besitzt zudem ein eigenes Feuerwehrhaus samt eigenem Löschfahrzeug, die evangelische Margarethenkirche, einen Gasthof sowie ein Tierfachgeschäft.

## Politik
Als Stadtbezirk der Stadt Geislingen an der Steige verfügt Weiler ob Helfenstein über einen Ortschaftsrat sowie eine von diesem gewählte Ortsvorsteherin. Das Amt der Ortsvorsteherin übernimmt derzeit Bettina Maschke.